# Fremantle Football Club
O Fremantle Football Club, conhecido como "The Dockers", é um clube profissional de futebol australiano que compete na Australian Football League (AFL). O clube é sediado em Fremantle, cidade portuária na boca do Rio Swan, Oeste da Austrália, e joga suas partidas no Subiaco Oval. O clube possui uma final de liga em 2013. E suas cores são purpura e branco.